# 向岭乡
向岭乡，是中华人民共和国四川省凉山彝族自治州金阳县曾经下辖的一个乡。2021年撤销。

## 行政区划
向岭乡撤销前下辖以下地区：
下寨村、上寨村、塔沙村、侧洛村、德基村、单洪资村和葫芦坪村。